# Vinter-OL 1992
Vinter-OL 1992 var de 16. olympiske vinterlege og blev arrangeret i Albertville i Frankrig. Dette var det tredje vinter-OL som blev afholdt i Frankrig.
Albertville blev valgt som vært, i 1986, de øvrige kandidatbyer var Sofia, Falun, Lillehammer, Cortina d'Ampezzo, Anchorage og Berchtesgaden. 
De 18. olympiske vinterlege var de sidste, som blev arrangeret samme år som sommer-OL. Næste vinter-OL kom allerede to år senere i 1994 i Lillehammer.
Norge vandt tilsammen ni guld-, seks sølv- og fem bronzemedaljer. 

## Medaljestatistik
| Nr. | Nation   | G  | S  | B | Totalt |
| 1   | Tyskland | 10 | 10 | 6 | 26     |
| 2   | SNG      | 9  | 6  | 8 | 23     |
| 3   | Norge    | 9  | 6  | 5 | 20     |
| 4   | Østrig   | 6  | 7  | 8 | 21     |
| 5   | USA      | 5  | 4  | 2 | 11     |
| 6   | Italien  | 4  | 6  | 4 | 14     |
| 7   | Frankrig | 3  | 5  | 1 | 9      |
| 8   | Finland  | 3  | 1  | 3 | 7      |
| 9   | Canada   | 2  | 3  | 2 | 7      |
| 10  | Sydkorea | 2  | 1  | 1 | 4      |